# Cachrys pungens
Cachrys pungens är en flockblommig växtart som beskrevs av Jan och Giovanni Gussone. Cachrys pungens ingår i släktet Cachrys och familjen flockblommiga växter. Inga underarter finns listade i Catalogue of Life.